# Écluse d'Ognon
L'écluse d'Ognon est une écluse à chambre double sur le canal du Midi à Olonzac dans l'Hérault, région du Languedoc. Les écluses voisines sont l'écluse de Pechlaurier, 2 726 m à l'est et l'écluse d'Homps, 689 m vers l'ouest.

## Historique
L'écluse d'Ognon est dessinée au XVIIe siècle par l'architecte Emmanuel de Lestang, créateur du plus ancien pont-canal d'Europe (pont-canal du Répudre, sur le canal du Midi). La construction commence vers 1693.
Un projet de reconstruction de l'écluse prend forme en 1833.

## Protection
L'ensemble  formé  par  les  doubles  écluses,  le  pont-aqueduc  sur  l'Ognon,  la porte  de  défense  et  les  épanchoirs  sur  le  canal  du  Midi  à  Olonzac est inscrit au titre des monuments historiques en 1998,. 